# Allegoria della Prudenza
Allegoria della Prudenza è il titolo dato ad un quadro di Tiziano raffigurante tre teste umane, un vecchio, un uomo maturo ed un giovane, che sovrastano tre teste animali, rispettivamente un lupo, un leone ed un cane. 
Eseguito a olio su tela tra il 1565 e il 1570, il quadro misura 76,2 per 68,6 cm. È conservato nella National Gallery di Londra.

## Una lettura del quadro
Nelle tre teste maschili riconosciamo facilmente l'allegoria delle Tre età dell'uomo (giovinezza, maturità, vecchiaia) espressa in forma di triplice ritratto. 
Presente nel celebre enigma posto ad Edipo dalla Sfinge, la scomposizione dell'arco della vita umana in tre fasi era stata adottata da Aristotele. Il tema delle tre età dell'uomo fu molto popolare nella pittura del XVI secolo, espresso con una grande varietà di invenzioni iconografiche. Lo stesso Tiziano lo aveva trattato attraverso ben diversi richiami simbolici all'interno di una scena erotica di corteggiamento nella tela della National Gallery of Scotland. 
La luce del quadro serve a dar forza alla allegoria, in un attenuarsi di gradazioni che va da destra verso sinistra: colpisce in pieno il volto imberbe del giovane, poi inizia a sfumare su una parte del volto dell'uomo adulto che esibisce con una calma fierezza la sua ben curata barba scura, fino a lasciar il posto all'ombra in cui si scorge un volto di vecchio dallo sguardo arcigno, con una berretta rossa in capo e con una lunga barba canuta.
Sopra il triplice ritratto Tiziano ha inserito un motto (o titulus) diviso in tre parti che spiega il senso dell'allegoria: EX PRAETERITO / PRAESENS PRVDENTER AGIT / NI FVTVRA(M) ACTIONE(M) DETVRPET (Sulla base del passato / il presente prudentemente agisce / per non guastare l'azione futura).
Il passato, il presente ed il futuro sono dunque da porsi in relazione ai tre volti raffigurati e compongono un ammonimento che invita alla Prudenza, intesa come saggio agire.
Secondo la tradizione classica, ripresa poi dalla Scolastica, la Prudenza è intesa come capacità di memoria, intelligenza e previsione. Dante afferma nel Convivio (IV, 27)
«Conviensi adunque essere prudente, cioè savio: e a ciò essere si richiede buona memoria delle vedute cose, e buona conoscenza delle presenti, e buona provvedenza delle future».
Le tre facoltà intellettuali necessarie alla Prudenza sono messe in correlazione con la vecchiaia, la maturità e la giovinezza.
Più difficile intendere perché sotto le teste di uomo siano poste le teste di tre animali: un lupo con la testa volta indietro, un leone ripreso di fronte ed un cane che guarda in avanti.
Un'accurata analisi iconografica di questo emblema tricefalo è stata svolta da Erwin Panofsky in un saggio del 1926.
Secondo la testimonianza derivante dai Saturnalia di Macrobio le tre teste animali cinte da un serpente, simbolo del tempo ciclico, formavano una figura "mostruosa" raffigurata accanto Serapide, divinità dell'Egitto ellenistico, nel santuario di Alessandria. Il fascino provato per il misterioso linguaggio iconografico proveniente dall'oriente ellenistico è uno dei tratti culturali che accompagna la nascita e lo sviluppo dell'Umanesimo. Si spiega allora come, negli esametri della sua Africa, Petrarca descriva dettagliatamente le tre teste animali avvinte dal serpente facendone un simbolo di Apollo, posto in relazione con lo scorrere del tempo. La popolarità di tale enigmatica raffigurazione si diffonde con la scoperta (1419) degli "Hieroglyphica" di Horapollo. Da allora le citazioni della misteriosa figura egizia descritta da Macrobio si moltiplicano: se ne parla nella Hypnerotomachia Poliphili (1499), negli Emblemata di Andrea Alciati (1531) ed altre opere ancora. Se ne diffondono altresì le raffigurazioni grafiche: si ricorda l'Allegoria del Tempo, incisione di Hans Holbein il Giovane realizzata (1521) per il frontespizio di un libro.
Negli Hieroglyphica di Pierio Valeriano (1556), opera di vasta erudizione che riprende ed amplia il testo di Horapollo, la figura tricipite, non più legata a quella del serpente, viene esplicitamente ricondotta al tema della Prudenza. Il lupo si nutre dei ricordi del passato; il leone è la forza con la quale occorre condurre le attività presenti; mentre il cane, capace di adulare, sembra guardare con spensieratezza al futuro.
In questa connessione con la Prudenza, il segno tricipite lupo-leone-cane sarà accolto anche nella celebre Iconologia di Cesare Ripa (1643), ove una delle immagini del Buon Consiglio è rappresentata con la figura tricipite nel palmo della mano sinistra.
Tiziano si dimostra profondo conoscitore degli studi iconografici del tempo. Nella suggestione cromatica del "non finito" che domina la sua ultima produzione pittorica, egli lega tra loro le due diverse triadi, quella umana e quella animale, derivate dalla iconografia antica per farle diventare un emblema originale, che induce a meditare sulla parabola temporale umana e sulle virtù necessarie per affrontarne le sorti.
Ma chi sono i personaggi che rappresentano nel quadro le tre età dell'uomo? Un raffronto con l'Autoritratto del Prado porta subito a scorgere nella figura del vecchio le fattezze di Tiziano stesso.  Per capire chi siano le altre due persone conviene ancora rifarsi ad Erwin Panofsky che ha, in modo convincente, ipotizzato che debba trattarsi del figlio Orazio (divenuto valido aiuto di Tiziano nell'amministrazione degli affari di famiglia) e Marco Vecellio, nipote di Tiziano figlio un certo suo cugino Tommaso (o Tomà) Vecellio, che il vecchio maestro aveva accolto nella sua casa avviandolo all'arte della pittura.
La funzione del quadro, destinato a stare nella casa dell'ormai anziano pittore, era dunque quella di rappresentare un emblema della sua famiglia e della saggia prudenza con la quale egli aveva provveduto al suo futuro.
Analisi iconologiche successive a quelle di Panofsky, (a partire dal seminale L'arte della memoria di Frances Yates) hanno ipotizzato come verosimile fonte letteraria del dipinto l'Idea del Theatro di Giulio Camillo Delminio.